# Cantón de Tarifa
El cantón de Tarifa fue un cantón proclamado en la localidad de Tarifa (provincia de Cádiz) el 21 de julio de 1873 durante la Primera República Española. Formó parte de la rebelión cantonal iniciada por el «Cantón Murciano» proclamado en Cartagena nueve días antes. Respondió al llamamiento que hizo Fermín Salvochea desde Cádiz para que todos los pueblos de la provincia se sumaran al «Cantón de Cádiz» que él acababa de proclamar. Se mantuvo hasta el 6 de agosto cuando las tropas del general Pavía, enviadas por el gobierno de Nicolás Salmerón entraron en la localidad y lo desmantelaron. Junto con el cantón de Algeciras, constituyó uno de los últimos reductos del cantonalismo andaluz. Friedrich Engels mencionó el cantón de Tarifa en su artículo «Los bakuninistas en acción. Memoria sobre el levantamiento en España en el verano de 1873».

## Antecedentes

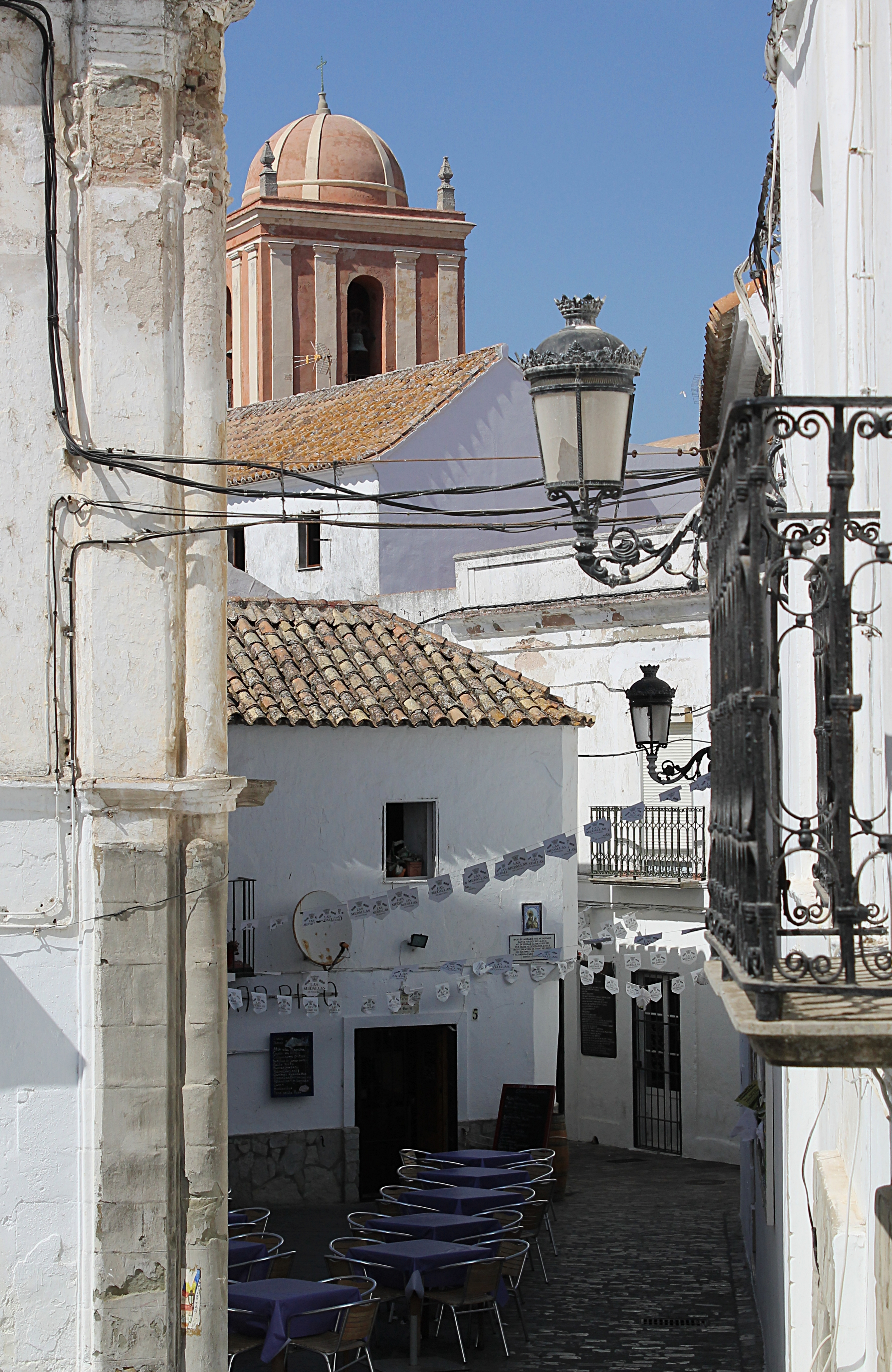
Vista del centro histórico de Tarifa

El 19 de septiembre de 1868 comenzó en Cádiz la revolución conocida como La Gloriosa que inició el periodo conocido como el sexenio revolucionario. La proclamación militar en la capital gaditana, no fue apoyada por el gobernador militar de Tarifa, que arrestó a los dos cabecillas locales de la Revolución: Pablo Gómez Moure
y Francisco Alba Frunzado a los que amenazó con fusilarles. Cuando la Revolución triunfó en la provincia, las tropas que quedaban en Tarifa fueron a refugiarse a Algeciras por lo que quedaron en libertad Pablo Gómez Moure y Francisco Alba Frunzado. Poco después se formó la Junta Provisional Municipal.
Tras la renuncia al trono del rey Amadeo I la Asamblea Nacional (reunión conjunta del Congreso de los Diputados y del Senado) proclamó el 11 de febrero de 1873 la República. Los republicanos federales renunciaron en ese momento a imponer como forma de gobierno la República federal con la esperanza de que fueran las Cortes Constituyentes que debían convocarse quienes la declararan, y anunciaron su acatamiento a otra decisión distinta si así se adoptaba democráticamente. 
Ese mismo día del 11 de febrero se eligió el primer gobierno de la República. El republicano federal Estanislao Figueras resultó elegido "Presidente del Poder Ejecutivo" (jefe de Estado y Gobierno) y no "Presidente de la República" pues nunca se llegó a aprobar la nueva Constitución que creaba ese cargo; en su discurso, dijo que la llegada de la República era «como el iris de paz y de concordia de todos los españoles de buena voluntad».
A los pocos días llegó a Tarifa una comisión dependiente de la Diputación de Cádiz para observar la situación política de la ciudad. Esta comisión concluyó que el ayuntamiento monárquico debía disolverse. Esto hizo que se nombrase un nuevo ayuntamiento, cuyo alcalde fue Miguel Derqui España. Lo primero que hizo este nuevo consistorio fue restaurar en sus puestos a todos los funcionarios que se encontraban bajo el ayuntamiento revolucionario de 1869, que eran afines al nuevo régimen.

## Proclamación del cantón
El 19 de julio de 1873 Fermín Salvochea, hizo un llamamiento a todos los alcaldes de la provincia de Cádiz para que se unieran al «Cantón de Cádiz» que acababa de proclamar. El alcalde Miguel Derqui España se sumó inmediatamente y proclamó el cantón de Tarifa. En seguida se hizo con el control de la población tras la salida de las tropas destinadas allí gracias al despliegue de los Voluntarios de la República con el argumento de que la estratégica Isla de las Palomas había quedado desguarnecida. Así, el 21 de julio los voluntarios se apropiaron del armamento y los enseres militares depositados allí.
Poco después se formó el Comité de Salud Pública presidido por el alcalde Derqui España, y del que también formaron parte Hiscio Rivas León y Guillermo Labado Nó.

## Disolución del cantón
El general Pavía fue nombrado por el gobierno de Nicolás Salmerón para que acabara con el cantonalismo andaluz. Precisamente una de las últimas localidades que ocupó fue Tarifa, donde los Voluntarios de la República ofrecieron una escasa resistencia a las tropas gubernamentales. El 6 de agosto el cantón ya había sido completamente sometido y los voluntarios desarmados. Inmediatamente se comunicó telegráficamente al Gobierno la rendición de Tarifa y que se había dejado una guarnición compuesta por setenta hombres para custodiar la Isla de las Palomas.
El alcalde Derqui España fue destituido y detenido acusado del delito de rebelión. También fue procesado José Morando Corbacho, que había sido el director de la cárcel durante la rebelión.